# ピラミッド (1955年の映画)
『ピラミッド』（原題：Land of the Pharaohs）は、1955年制作のアメリカ合衆国の歴史映画。
古代エジプトを舞台にピラミッドをめぐる陰謀を描いた映画。ノーベル賞作家ウィリアム・フォークナーが脚本を執筆、ハワード・ホークスが製作、監督。撮影はエジプト政府の協力を得て、1万人以上の陸軍兵士が働く奴隷を演じるなど大規模な撮影が行われた。

## あらすじ
古代エジプト時代。ファラオ・クフ王は、来世の栄光を得るために巨大ピラミッドの建設に乗り出す。王は捕虜としているクシャイト族長ヴァシュタルに命じて、死後自分の遺骸と宝物を永久に安置させるため、そして盗掘を防ぐためのピラミッドの設計図を作らせ、建設の指揮を執らせる。しかし、ピラミッドの建設は長期化し、過酷な労働に民は苦しめられる。
その頃、王は隣国キプロスの王女ネリファを側室として迎え入れる。エジプトにやってきたネリファはたちまち王の宝物に魅せられ、王を亡きものにして宝物を独占し、エジプトを支配しようと画策し始める。手始めにネリファは、王が出兵している間に王の正室ナイラを奸計にかけて殺し、正室の座に収まる。次にネリファは王の殺害を計画、奴隷を刺客として差し向ける。王は傷を負うが、何とかエジプトに帰還した。ここへきてようやく王はネリファの陰謀に気づくが、時すでに遅く、やがて王は死んだ。
15年もの歳月をかけてようやく完成したピラミッドの内部で王の葬儀が、王族や臣下の列席のもと盛大に執り行われる。儀式が終わり石棺の蓋が閉ざされた。列席していたネリファは、これで国と王の宝物は自分のものになるとほくそ笑む。すると、突然の轟音とともにピラミッド内の全ての通路は巨石によって閉ざされてしまった。列席した一同も秘密の設計によって、王と共に葬られるようになっていたのだった。

## キャスト
| 役名                 | 俳優                                   | 日本語吹替              | 日本語吹替                     | 日本語吹替                                                 | 日本語吹替 |
| 役名                 | 俳優                                   | NHK版                   | NET版                          | フジテレビ版                                               |            |
| -------------------- | -------------------------------------- | ----------------------- | ------------------------------ | ---------------------------------------------------------- | ---------- |
| クフ王               | ジャック・ホーキンス                   | 早野寿郎                | 森山周一郎                     | 若山弦蔵                                                   |            |
| ネリファ             | ジョーン・コリンズ                     | 富永美沙子              | 武藤礼子                       | 鈴木弘子                                                   |            |
| センタ               | デューイ・マーティン                   |                         |                                | 野島昭生                                                   |            |
| ハマール             | アレクシス・ミノティス                 | 久松保夫                | 大木民夫                       | 内田稔                                                     |            |
| ヴァシュタル         | ジェームズ・ロバートソン・ジャスティス | 小沢重雄                | 富田耕生                       | 金井大                                                     |            |
| キアラ               | ルイセラ・ボニ                         |                         |                                | 高畑淳子                                                   |            |
| トレナ               | シドニー・チャップリン                 |                         |                                | 伊武雅之                                                   |            |
| ミカ                 | ジェームズ・ヘイター                   |                         |                                | 雨森雅司                                                   |            |
| ナイラ王妃           | ケリマ                                 |                         | 中西妙子                       | 小谷野美智子                                               |            |
| 以下はノンクレジット |                                        |                         |                                |                                                            |            |
| マブーナ             | カルロ・ダンジェロ                     |                         |                                | 徳丸完                                                     |            |
| 不明 その他          | N/A                                    |                         |                                | 玄田哲章 峰恵研 若本紀昭 千田光男 黒部鉄 永久勲雄 松田辰也 |            |
| 日本語スタッフ       |                                        |                         |                                |                                                            |            |
| 演出                 | 演出                                   |                         |                                | 小林守夫                                                   |            |
| 翻訳                 | 翻訳                                   |                         |                                | 飯嶋永昭                                                   |            |
| 効果                 | 効果                                   |                         |                                | 遠藤堯雄                                                   |            |
| 調整                 |                                        |                         |                                |                                                            |            |
| 制作                 | 制作                                   |                         |                                | 東北新社                                                   |            |
| 解説                 | 解説                                   |                         | 増田貴光                       | 高島忠夫                                                   |            |
| 初回放送             | 初回放送                               | 1969年3月8日 『劇映画』 | 1974年3月30日 『土曜映画劇場』 | 1977年8月19日 『ゴールデン洋画劇場』 正味91分26秒          |            |